# Carpesium leptophyllum
Carpesium leptophyllum là một loài thực vật có hoa trong họ Cúc. Loài này được F.H.Chen & C.M.Hu mô tả khoa học đầu tiên năm 1974.